# Hahncappsia neotropicalis
Hahncappsia neotropicalis là một loài bướm đêm trong họ Crambidae.